# Pierre Busée
Pierre Busée, talvolta indicato come Petrus Busaeus, (Nimega, 1540 – Vienna, 1587), è stato un teologo olandese, membro della Compagnia di Gesù.

## Biografia
Entrò come novizio, all'età di ventuno anni, nella Compagnia di Gesù a Colonia, dove sei anni dopo (1567) divenne capo dei novizi. In aggiunta a questo incarico venne preposto all'insegnamento religioso nelle classi superiori del Collegio dei gesuiti a Colonia.
Nel 1671 lasciò Colonia per recarsi a Vienna, dove divenne lettore delle sacre scritture all'università e insegnante di lingua ebraica al Collegio dei gesuiti. Nel 1584 venne chiamato a Roma, dal padre generale dei gesuiti Claudio Acquaviva, dove venne da questi nominato membro di una commissione, composta da sei gesuiti, incaricata di scrivere un piano di studi (Ratio Studiorum) che valesse per tutte le scuole della Compagnia. Al suo ritorno a Vienna, divenne rettore del Collegio dei nobili e morì mentre ricopriva questo incarico.

## Opere
Intraprese l'opera di completamento del grande catechismo di Pietro Canisio aggiungendo ad esso il testo integrale delle Sacre Scritture e riferimenti patristici citati dall'autore. Lo stesso Pietro Canisio incoraggiò questa sua impresa. Il primo volume venne pubblicato a Colonia nel 1569, sotto il titolo Authoritates sacræ Scripturæ et sanctorum Patrum, quæ in summa doctrinæ christianæ doctoris Petri Canisii citantur.
Nel 1570, l'opera venne completata e venne accolta con molto favore. Era costituita da quattro volumi ma per qualche ragione sconosciuta l'ultimo volume che manca nella edizione del catechismo, con note di Busée, venne pubblicato nel 1571 dall'editore Manuzio di Venezia, discendente di Aldo Manuzio. Nel 1577 una nuova edizione, riveduta e ampliata da un altro gesuita, Jean Hase, venne pubblicata a Colonia in un volume in folio, sotto un altro titolo: Opus catechisticum... D. Petri Canisii theologi S.J. præclaris divinæ Scripturæ testimoniis, sanctorumque Patrum sententiis sedulo illustratum operâ D. Petri Busæi Noviomagni, ejusd. Soc. theologi, nunc vero primum accessione novâ locupletatem atque restitutum.